# Aristides de Sousa Mendes
Aristides de Sousa Mendes, född 19 juli 1885, död 3 april 1954, var en portugisisk diplomat.
Som portugisisk konsul i Bordeaux (Frankrike), under den tyska ockupationen, och mot portugisiska regeringens order, beviljade Aristides de Sousa Mendes 30 000 visum till flyktingar som ville fly Frankrike året 1940.
Aristides de Sousa Mendes räddade därmed tiotusentals människor från deportation till förintelselägren, av vilka cirka 10 000 var judar.